# Ricardo Lockette
Ricardo Quantaye Lockette (* 21. Mai 1986 in Albany, Georgia) ist ein ehemaliger US-amerikanischer American-Football-Spieler auf der Position des Wide Receiver. Er spielte für die Seattle Seahawks in der National Football League (NFL) und gewann mit ihnen Super Bowl XLVIII.

## NFL

### Seattle Seahawks
Lockette wurde 2011 von den Seattle Seahawks als Free Agent unter Vertrag genommen. Er wurde am 3. September entlassen und am folgenden Tag für den Practice Squad verpflichtet. Am 14. Dezember 2011 wurde Lockette in den Hauptkader der Seattle Seahawks berufen. Nach der Preseason 2012 wurde Lockette aus dem Hauptkader entlassen und wieder für den Practice Squad unter Vertrag genommen, am 18. September 2012 jedoch wieder entlassen.

### San Francisco 49ers
Für den Practice Squad der San Francisco 49ers wurde Lockette am 24. September 2012 engagiert. Am 22. August 2013 wurde er entlassen um Platz für eine Neuverpflichtung, Quarterback Seneca Wallace, zu machen.

### Chicago Bears
Am 1. September 2013 verpflichteten die Chicago Bears Lockette für ihren Practice Squad. Am 21. Oktober wurde er entlassen.

### Rückkehr zu den Seahawks
Lockette kehrte am 22. Oktober 2013 zu den Seahawks zurück. Dort wurde er in den Special Teams eingesetzt. Lockette gewann mit den Seahawks den Super Bowl XLVIII am 2. Februar 2014, wo er einen 19-Yards-Pass fing. Im Super Bowl XLIX, welchen die Seahawks gegen die New England Patriots verloren, hatte Lockette 3 Fänge und erzielte einen Raumgewinn von 59 Yards. Lockette war der angespielte Passempfänger des Passes, welcher von Malcolm Butler interceptet wurde, wodurch die Seahawks das Spiel verloren. Der Offensive Coordinator der Seahawks, Darrell Bevell, sagte nach dem Spiel, dass Lockette „einen besseren Job hätte machen können“. 2015 verlängerten die Seahawks den Vertrag von Lockette. Am 1. November 2015 wurde Lockette in einem Spiel gegen die Dallas Cowboys von Jeff Heath so hart geblockt, dass er kurzzeitig das Bewusstsein verlor. Durch den Hit verletzte er sich im Nackenbereich, weshalb er für die restliche Saison ausfiel. Am 12. Mai 2016 wurde bekannt, dass Lockette wegen dieser Verletzung seine Karriere vorzeitig beendet.
Im September 2016 wurde bekannt gegeben, dass die Seahawks auf Bitten der Spieler einen Preis einführten, welcher nach Lockette benannt wurde. Der Ricardo “Rocket” Lockette Award wird jeden Montag an den Seahawks-Special-Teams-Spieler vergeben, welcher am meisten die Werte repräsentiert, die Lockette repräsentiert hat: Arbeitsmoral, Vorbereitung und Widerstandsfähigkeit.